# Frank Grillo
Frank Anthony Grillo (Nova Iorque, 8 de junho de 1965) é um ator norte-americano de artes marciais. Ele interpretou Brock Rumlow / Crossbones nos filmes do Universo Cinematográfico Marvel Capitão América: O Soldado Invernal (2014), Capitão América: Guerra Civil (2016), Vingadores: Ultimato (2019) e na série animada What If...? (2021). Ele interpretou o antagonista Big Daddy no sucesso de bilheteria chinês Lobo Guerreiro 2.
Ele teve seu primeiro papel principal no filme de ação e terror The Purge: Anarchy (2014), interpretando o Sargento Leo Barnes, papel que reprisou em The Purge: Election Year (2016). Ele também é conhecido por sua atuação em Warrior (2011), The Grey (2011), End of Watch (2012), Zero Dark Thirty (2012), Wheelman (2017) e Boss Level (2020). Neste último, sendo protagonista e atuando com os grande nomes Mel Gibson e Michelle Yeoh.
O trabalho televisivo de Grillo inclui o papel principal em Kingdom (2014–2017) e papéis recorrentes em Battery Park (2000), For the People (2002–2003), The Shield (2002–2003), Prison Break (2005–2006), Blind Justice (2005), The Kill Point (2007), e Billions (2020).

## Vida pregressa
Grillo nasceu na cidade de Nova York em uma família ítalo-americana da classe trabalhadora de origem calabresa. Ele foi criado no Bronx e no condado de Rockland, em Nova York. Grillo começou a lutar aos oito anos e começou a lutar boxe aos dezoito. Em 1991, começou a praticar jiu-jitsu brasileiro, onde estudou com Rickson Gracie e é faixa-marrom. Grillo se formou em administração pela Universidade de Nova York e passou um ano em Wall Street antes de ser convidado a fazer um comercial de cerveja Miller Genuine Draft. No podcast The Fighter and the Kid, ele afirmou ter cidadania italiana.

## Carreira
Frank Grillo é um ator estadunidense mais conhecido pelo seu papel de Nick Savrinn na série norte-americana Prison Break e como o vilão Ossos Cruzados nos filmes da Marvel Studios Capitão América: O Soldado Invernal e Capitão América: Guerra Civil. Já participou de filmes como Pride and Glory, imurders, April's Shower e muitos outros. Frank também atuou em diversas séries de televisão, como Batery Park, Karen Sisco, The Gates, Breakout Kings. 

## Filmografia

### Cinema
| Ano  | Título                              | Papel                           |
| ---- | ----------------------------------- | ------------------------------- |
| 1992 | Os Reis do Mambo                    | Machito                         |
| 1993 | Deadly Rivals                       | Det. Grogan                     |
| 1996 | Deadly Charades                     | Vince Carlucci                  |
| 2002 | Fiona                               |                                 |
| 2002 | Simplicity                          | General                         |
| 2002 | Minority                            | Pre-Crime Cop                   |
| 2003 | The Sweetest Thing                  | Andy                            |
| 2004 | Hunter: Return to Justice           | Detetive Terence Gillette       |
| 2005 | Hunter: Back in Force               | Detetive Terence Gillette       |
| 2006 | April's Shower                      | Rocco                           |
| 2006 | Hollis e Rae                        | Detetive Henry Callaway         |
| 2007 | Raw Footage                         | Ben Chaffin                     |
| 2008 | The Madness of Jane                 | Dr. Oliver Cornbluth            |
| 2008 | Blue Blood                          | Sgt. Quarry                     |
| 2008 | iMurdes                             | Joe Romano                      |
| 2009 | Pride and Glory                     | Eddie Carbone                   |
| 2009 | Blue Eyes (Olhos Azuis)             | Bob Estevez                     |
| 2010 | Edge of Darknees                    | Agent One                       |
| 2010 | Mother's Day                        | Daniel Sohapi                   |
| 2010 | My Soul to Take                     | Paterson                        |
| 2011 | Warrior                             | Frank Campana                   |
| 2012 | The Grey                            | John Diaz                       |
| 2012 | Lay the Favorite                    | Frankie                         |
| 2012 | End of Watch                        | Sarge                           |
| 2012 | Zero Dark Thirty                    | Red Squadron Commanding Officer |
| 2013 | Disconnect                          | Mike                            |
| 2013 | Intersections                       | Scott Dolan                     |
| 2013 | Mary and Martha                     | Peter                           |
| 2013 | The Purge: Anarchy                  | Sergeant                        |
| 2014 | Captain America: The Winter Soldier | Brock Rumlow                    |
| 2015 | Demonic                             | Detetive Mark                   |
| 2016 | Captain America: Civil War          | Brock Rumlow / Ossos Cruzados   |
| 2016 | The Purge: Election Year            | Sargeant                        |
| 2019 | Avengers: Endgame                   | Brock Rumlow / Ossos Cruzados   |
| 2019 | À Queima-Roupa                      | Abe                             |
| 2019 | Cinzas de Vingança                  | Sloan                           |
| 2019 | Cores da Justiça                    | Terry Malone                    |
| 2019 | Inferno na Fronteira                | Bob Dozier                      |
| 2020 | Jiu Jitsu                           | Harrigan                        |
| 2021 | À beira da vingança                 | Bill Greer                      |
| 2021 | Traficantes de Corpos               | Vin                             |
| 2021 | Mate ou Morra                       | Roy Pulver                      |
| 2021 | Invasão Cósmica                     | General Eron Ryle               |
| 2021 | Dupla Explosiva 2                   | Bobby O'Neill                   |
| 2021 | Ida Red - O Preço da Liberdade      | Dallas Walker                   |
| 2021 | Cruzando a Linha                    | Duke                            |
| 2021 | Fogo Cruzado                        | Teddy Murretto                  |
| 2021 | This Is the Night                   | Vincent Dedea                   |
| 2022 | Shattered                           | Sebastian                       |
| 2022 | Um Dia Para Morrer                  | Mason                           |

### Televisão
| Ano       | Título                             | Papel                             | Notas                                      |
| --------- | ---------------------------------- | --------------------------------- | ------------------------------------------ |
| 1993      | Silk Stalkings                     | Franco LaPuma                     | Episódio 3.10: "Ladies Night Out"          |
| 1996      | Poltergeist: The Legacy            | Jerry Tate                        | Episódio 1.7: "Ghost in the Road"          |
| 1996-99   | Guiding Light                      | Hart Jessup / Hart Jessup #5      | 74 Episódios                               |
| 1999      | Wasteland                          | Cliff Dobbs                       | 3 Episódios                                |
| 2000      | Batery Park                        | Anthony Stigliano                 | 7 Episódios                                |
| 2002/2009 | Law e Order: Special Victimis Unit | Frank Barbarossa / Mark Van Kuren | 2 Episódios                                |
| 2002-03   | For the People                     | Det. J.C. Hunter                  | 18 Episódios                               |
| 2002-03   | The Shield                         | Officer Paul Jackson              | 4 Episódios                                |
| 2003      | Karen Sisco                        | Garrison Kick                     | Episódio 1.5: "Nostalgia"                  |
| 2004      | The District                       | Vince Dymecki                     | Episódio 4.12 "Breath of Life"             |
| 2005      | Blind Justice                      | Marty Russo                       | 18 Episódios                               |
| 2006      | CSI: Investigaçâo Criminal         | Gary Sinclair                     | Episódio 7.8: "Hippenstance"               |
| 2007      | Prison Break                       | Nick Savrinn                      | 1 temporada                                |
| 2007      | Without a Trace                    | Neil Rawlings                     | Episódio 5.12: "Tail Spain"                |
| 2007      | Las Vegas                          | Jeremy Shapiro                    | Episodio 4.14: "The Burning Bedouin"       |
| 2007      | The Kill Point                     | Albert Roman/Mr. Pig              | 8 Episodios                                |
| 2007      | CSI: NY                            | jimmie Davis                      | Episódio 4.10: "The Thing About Heroes..." |
| 2010      | The Gates                          | Nick Monohan                      | All 13 Epsodios                            |
| 2011      | Breakout Kings                     | Agent Stoltz                      | Episódio 1.5: "Queen of Hearts             |
| 2014-2017 | Kingdom                            | Alvey Kulina                      | Todos os episódios ate o momento...        |
| 2018      | Lutas Ancestrais                   | Anfitrião                         | Documentário Netflix                       |
| 2020-2021 | Billions                           | Nico Tanner                       |                                            |
| 2021      | What If...?                        | Brock Rumlow (voz)                | Série animada                              |
| 2024      | Creature Commandos                 | Rick Flag Sr. (voz)               | Série animada                              |
| TBA       | Peacemaker                         | Rick Flag Sr.                     |                                            |